# Escudo de Genicera

El escudo de Genicera

El escudo de este pueblo es el símbolo heráldico que representa al conjunto de tierras que conforman este territorio. Su descripción más correcta dice:

El blasón es un escudo cortado: el primer escaque de plata y ocupa 23/100 del escudo y en él se encuentra la divisa de la localidad esmaltada de sable (de negro); 2º de sinople (verde), el cántaro del pueblo de cenizo (gris), surmontado de una choza de color natural, en punta la caceta de Los Argüellos de plata, y el cántaro acompañado con cuatro leones rampantes de púrpura, linguados, uñados, armados de gules (rojo). El escudo se encuentra timbrado con la corona real abierta. Todo ello custodiado de dos ramas cruzadas de  genciana de sinople, florida de oro.

El emblema fue establecido por primera vez en 2015 aunque todavía no es oficial la insignia ya que es meramente de facto, en uso pero sin sanción legal.

## Elementos

Corona real abierta
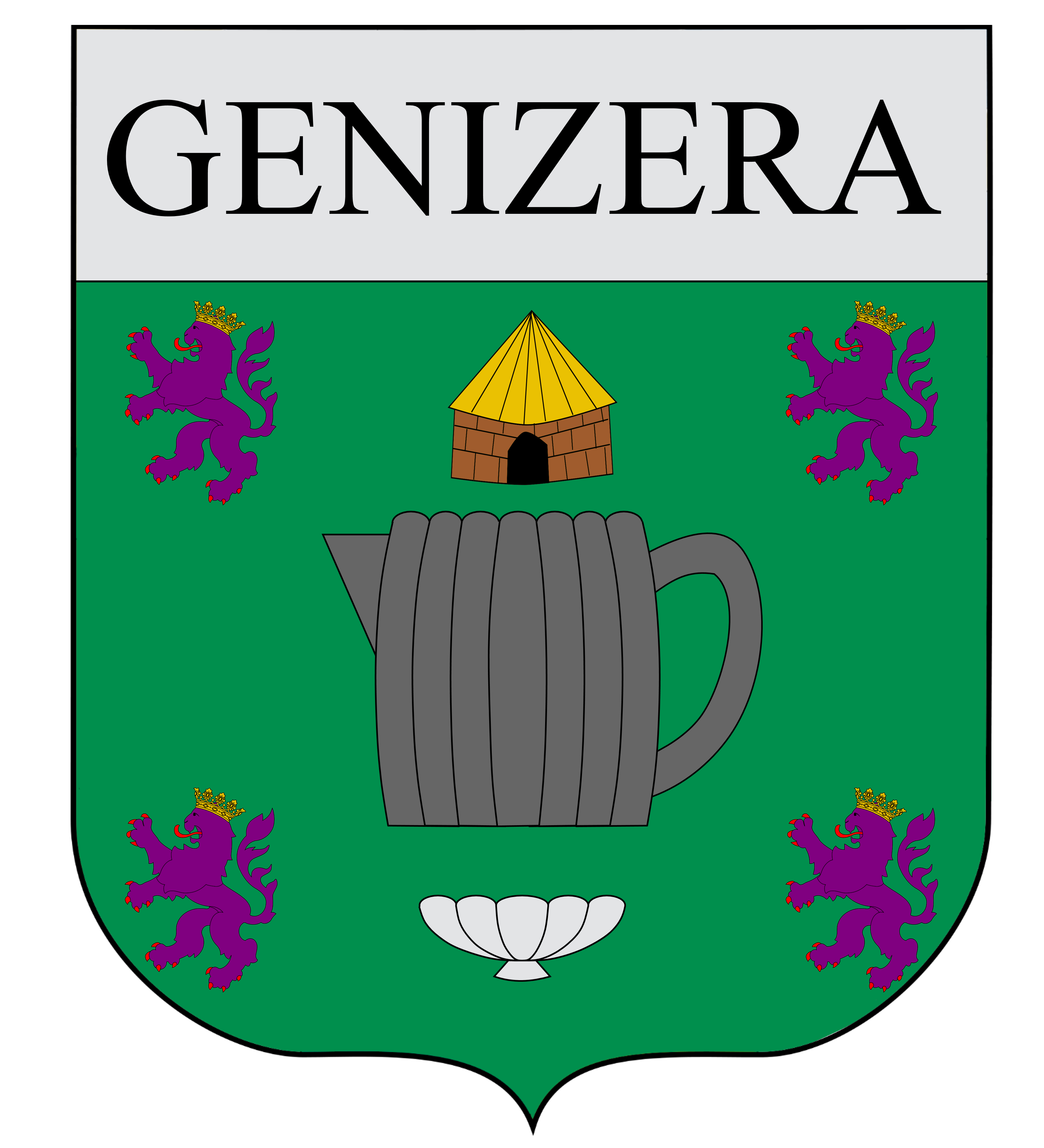
Versión del escudo ajustada a las normas heráldicas
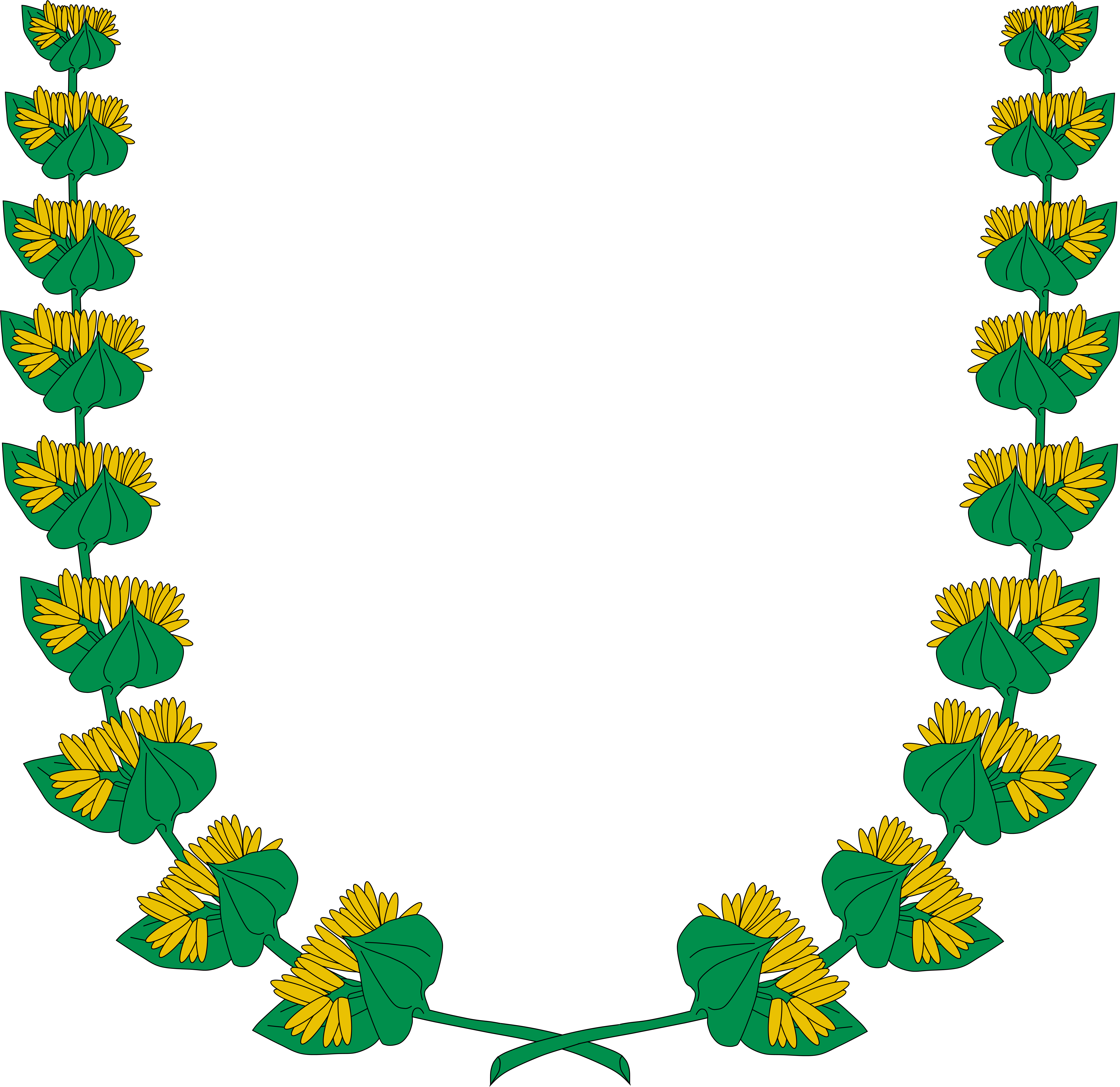
Puesto sobre el escudo, orlado de dos ramas cruzadas de  genciana de sinople, florida de oro

## Otros escudos

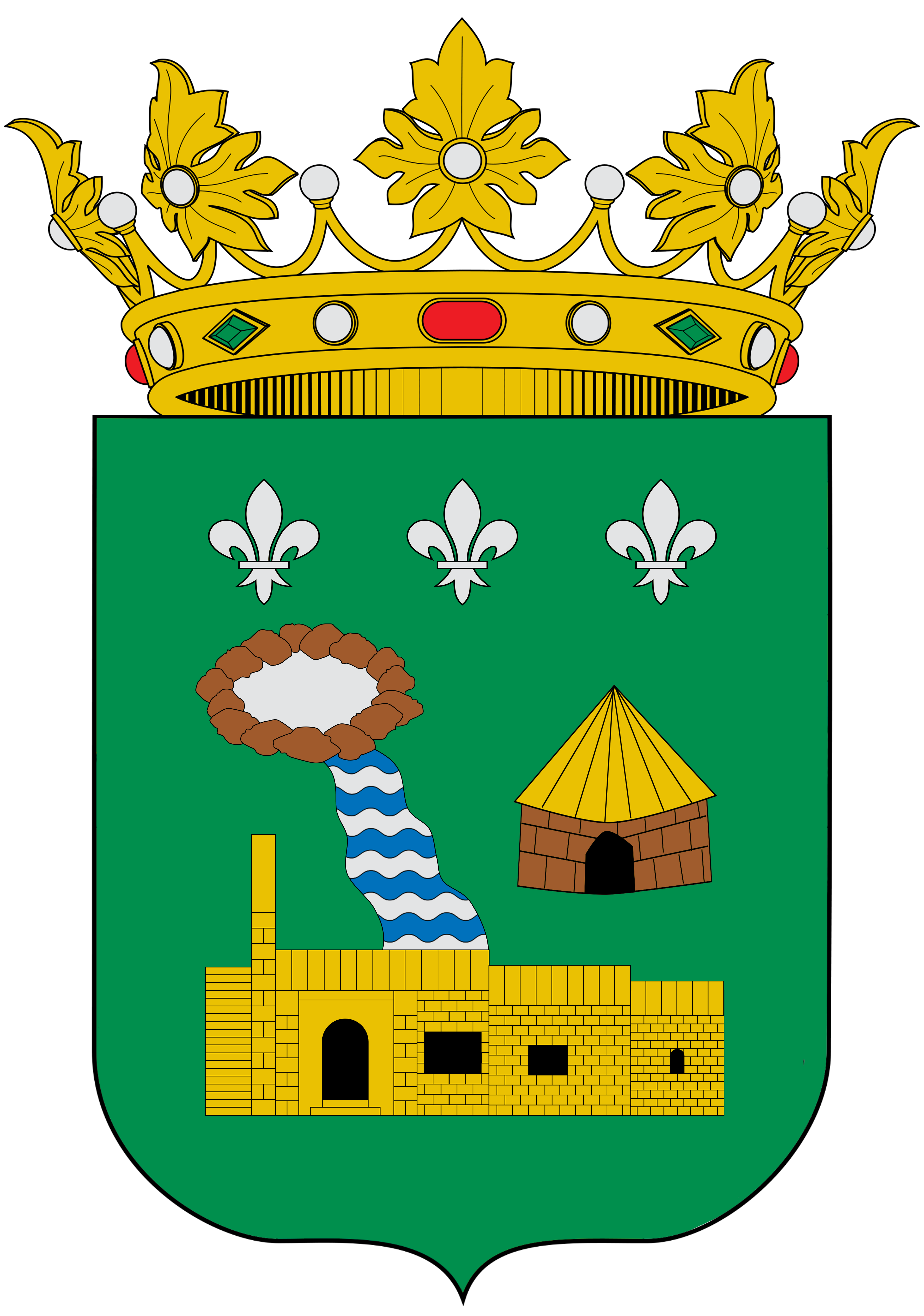
El escudo de Sancenas

Uno de los territorios incorporado relativamente hace poco, es el del puerto de Sancenas, lugar de intersección entre los municipios de Cármenes, Valdelugueros y Valdepiélago.

La divisa dispone de un campo sinople con tres flores de lis de plata en el jefe, brochantes a un manantial sobre ondas de azur y plata. A la diestra, una choza de color natural y en punta la iglesia parroquial esmaltada de oro, contornada y mazonada de sable
Al timbre la corona real abierta que es un círculo de oro, engastado de piedras preciosas, compuesta de ocho florones de hojas de acanto, visibles cinco, interpoladas de perlas.

En representación a los tres mojones que dividen los municipios, se colocan tres flores de lis. El manantial representado es la fuente de Sancenas  vertiendo agua a la iglesia parroquial sintetizando al pueblo de Genicera.
El emblema es una primera versión de este terreno ya que todavía no ha sido aprobado en ningún concejo celebrado en el pueblo.
- Datos: Q49148605